# Eluned Morgan

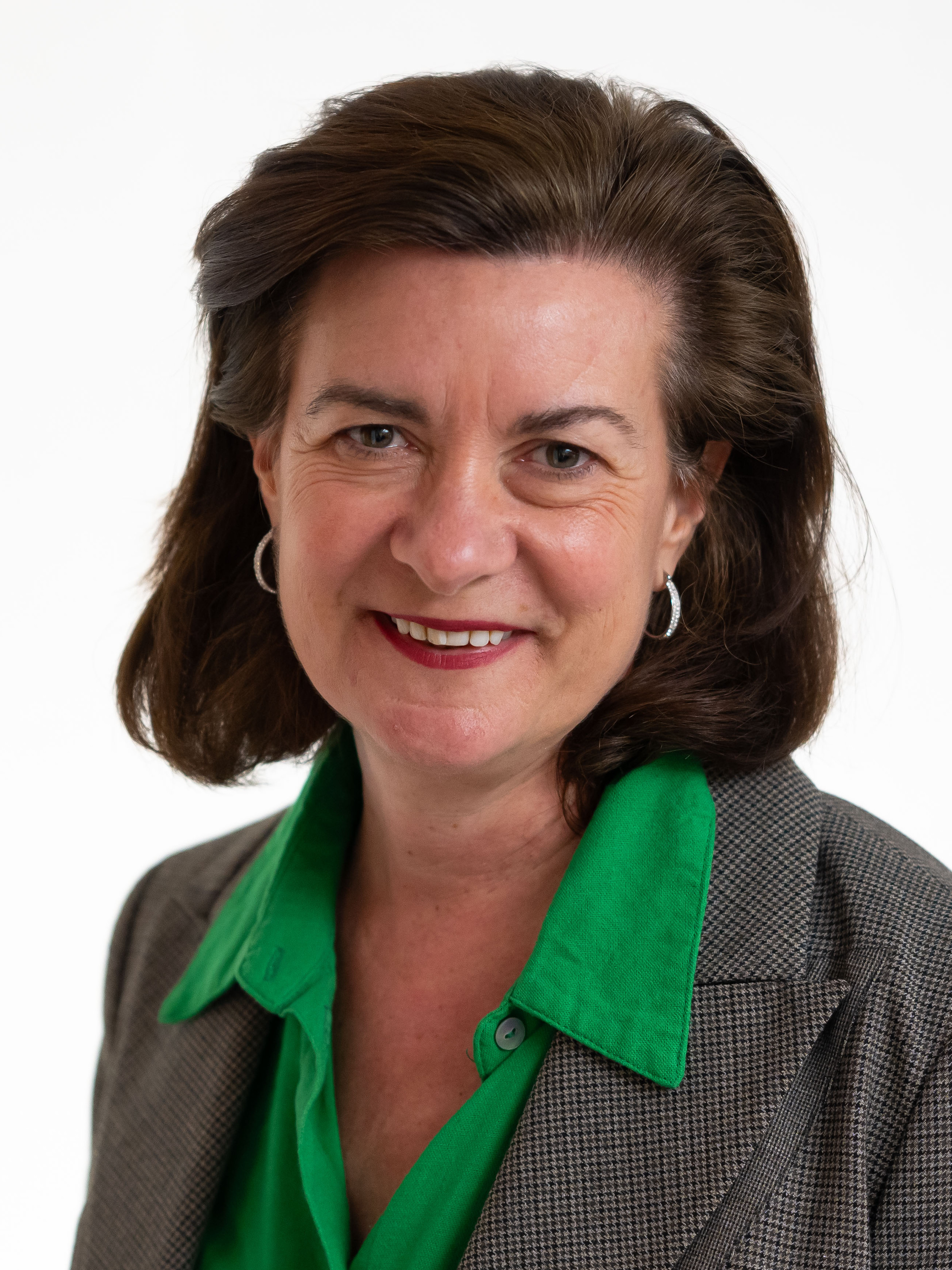
Eluned Morgan, März 2024

Eluned Morgan, seit 2011 Baroness Morgan of Ely (* 16. Februar 1967 in Cardiff), ist eine walisische Politikerin (Labour). Seit August 2024 ist sie First Minister von Wales und seit Juli 2024 zudem Parteivorsitzende der Welsh Labour Party. Sie war von 1994 bis 2009 Mitglied des Europäischen Parlaments für die Labour Party und ist seit 2011 Mitglied des House of Lords.

## Leben
Nach ihrem Abschluss am Atlantic College, eines der United World Colleges, studierte Eluned Morgan an der Universität Hull. Sie arbeitete als Rechercheurin für die S4C und die BBC. 1994 wurde sie Europaabgeordnete für Mid & West Wales. Mit einem Alter von 27 Jahren war sie damit die jüngste Abgeordnete. 1999 und 2004 wurde sie als Abgeordnete für den Wahlkreis Wales wiedergewählt. Sie war u. a. Mitglied des Ausschusses für Kultur, Jugend, Bildung und Medien, des Ausschusses für Industrie, Forschung und Energie, des Haushaltskontrollausschusses und Berichterstatterin des Parlaments zur Liberalisierung der Strom- und Gasmärkte. Im Anschluss an ihre politische Karriere übernahm sie eine Aufgabe als Leiterin für „low carbon business development in Wales“ bei der Scottish and Southern Energy.
Am 24. Januar 2011 wurde sie mit dem Titel Baroness Morgan of Ely, of Ely in the City of Cardiff, zur Life Peeress erhoben. Damit erhielt sie einen Sitz im House of Lords, den sie auf Seiten der Labour Party einnahm. Am 26. Januar 2011 wurde sie, unterstützt durch die Baroness Royall of Blaisdon und die Baroness Kinnock of Holyhead, im House of Lords eingeführt. In Referenz zu dem Cardiffer Vorort Ely, in dem sie aufgewachsen ist, trägt sie den Titel Baroness Morgan of Ely.
Im Herbst 2018 bewarb sich Morgan, wie auch Mark Drakeford und Vaughan Gething, um die Nachfolge von Carwyn Jones als Parteivorsitzender der Welsh Labour Party und First Minister von Wales.
Ende Juli 2024 wurde Morgan zur Parteivorsitzenden der Welsh Labour Party ernannt und ist seit dem 6. August 2024 First Minister von Wales. In beiden Ämtern folgte sie Vaughan Gething nach.